# Historia de Cincinnati

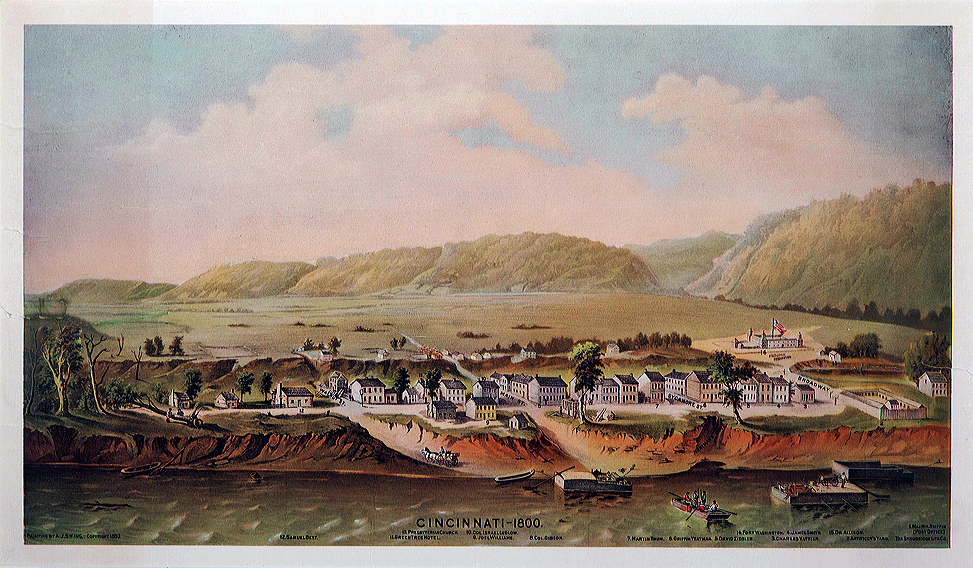
Cincinnati en 1800, litografía, basada en una pintura de AJ Swing. En 1800, había alrededor de 30 edificios y una población de 750 personas.

Cincinnati comenzó con la fundación de las villas de Columbia, Losantiville y North Bend en el Territorio del Noroeste (Estados Unidos) a fines de diciembre de 1788. Al año siguiente, se estableció Fort Washington, llamado así por George Washington, para proteger a los colonos.
Fue constituida como pueblo (town) en 1802 y luego incorporada como ciudad (city) en 1819, cuando se la llamó por primera vez "Reina del Oeste". Ubicada en el río Ohio, Cincinnati prosperó a medida que satisfacía las necesidades de los pioneros que se dirigían hacia el oeste y que viajaban por el río. Tenía 30 almacenes para abastecer a los viajeros militares y civiles, y tenía hoteles, restaurantes y tabernas para satisfacer sus necesidades de alojamiento y comidas.
En 1850 se convirtió en la sexta ciudad más grande de los Estados Unidos, con una población de 115 435 habitantes. Antes de la Guerra de Secesión, fue una importante parada del Ferrocarril subterráneo. Debido a la Defensa de Cincinnati, nunca se disparó un tiro en la ciudad durante la Guerra de Secesión.
Las industrias importantes a lo largo de su historia incluyen el envasado de carne, la producción de hierro, la reparación y construcción de barcos de vapor, la fabricación de carruajes, la carpintería, la producción de telas y los motores. Durante la Primera y la Segunda Guerra Mundial, los habitantes de Cincinnati se unieron para servir en el ejército, fabricar y producir los suministros necesarios para el ejército, conservar los bienes escasos, comprar Liberty Bonds y donar a los fondos de ayuda. Hubo mayores oportunidades para las mujeres y los negros durante la Segunda Guerra Mundial, lo que finalmente cambió su posición social después de la guerra. La ciudad es ahora una sede regional y nacional para muchas organizaciones.

## Historia temprana

### Nativos

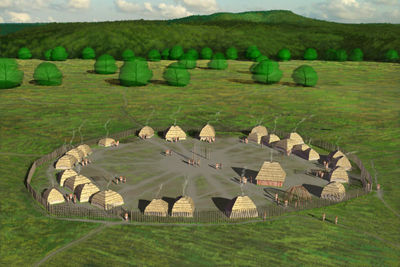
Concepción de los artistas del SunWatch Pueblo indio del fuerte Pueblo antiguo

Desde aproximadamente 900 a 1600 EC, durante el período prehistórico tardío, un grupo cultural llamado Fort Ancient vivía en el suroeste de Ohio. Algunos eruditos creen que Shawnee, así como hablantes de siouan como mosopelea y tutelo, son sus descendientes, eran cazadores-recolectores que establecieron aldeas durante los veranos y siguieron y cazaron poblaciones de animales en el invierno en todo el valle del río Ohio. Los hombres cazaban y protegían a sus tribus, mientras que las mujeres recolectaban alimentos y cultivaban cultivos. Construyeron tiendas indias para alojamiento en las aldeas. Al igual que otras tribus en Ohio, los pueblos ojibwe, miami y lenape, su idioma es de la familia de las lenguas algonquinas.

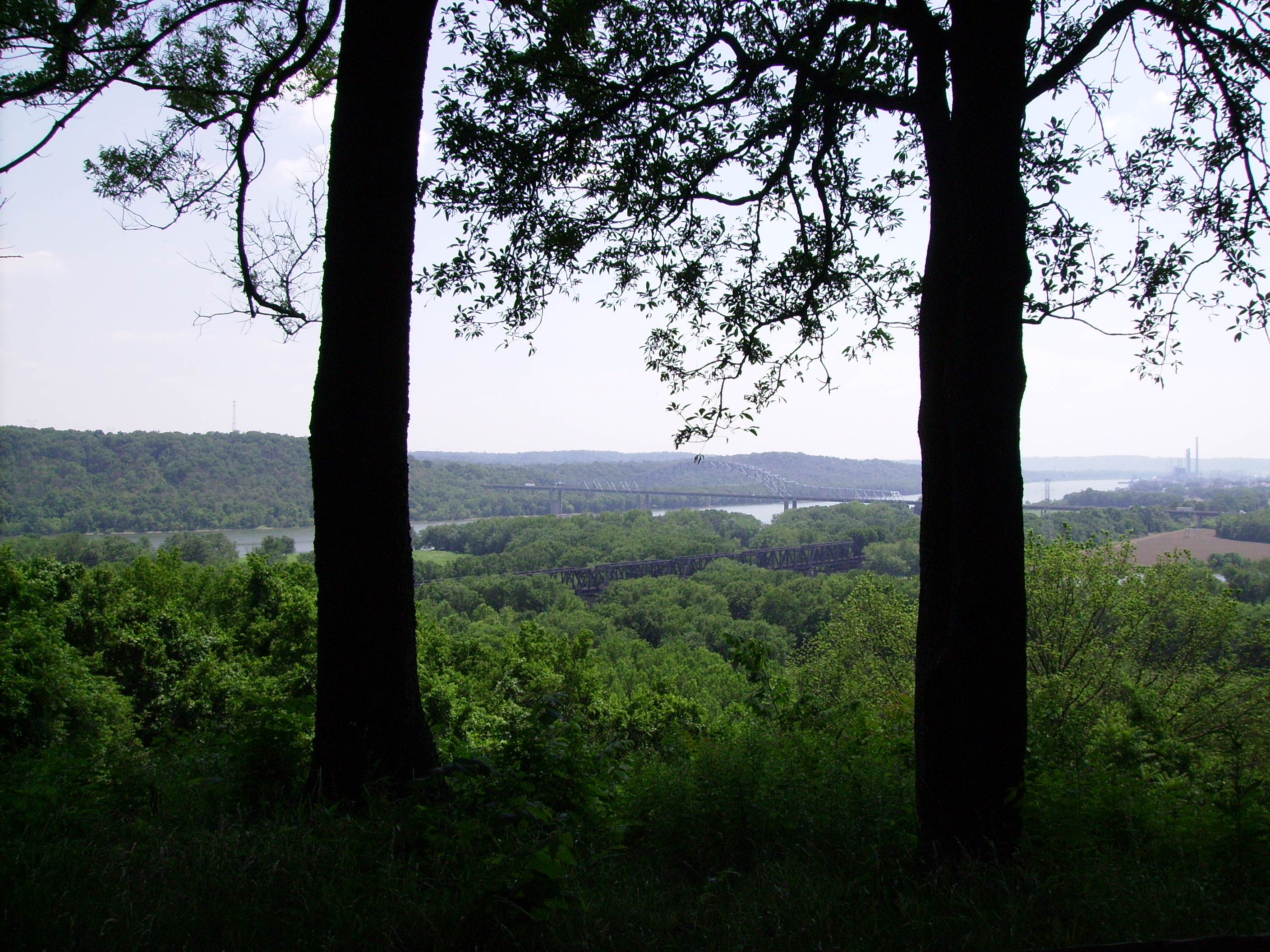
Vista desde el Distrito Arqueológico de Shawnee Lookout, que puede ser el sitio de nativos americanos en la cima de una colina ocupado continuamente más grande en los Estados Unidos.

Su forma de vida cambió a partir de mediados del siglo XVII, cuando los descendientes de europeos invadieron sus tierras de caza y de verano y se convirtieron en competidores de los europeos y otras tribus nativas americanas en el consiguiente comercio de pieles de los comerciantes de pieles británicos y franceses. Sus opciones de reparación eran buscar tierras desocupadas, destruir asentamientos coloniales o luchar. Muchos Shawnee y otras tribus fueron expulsados temporalmente de Ohio a partir de la década de 1640 por la Confederación Iroquesa que cazaba ciervos, castores y otros animales con pieles. Según el sitio de investigación histórica "Memoria de Ohio" del estado de Ohio, "los shawnee y otras tribus con reclamos sobre las tierras de Ohio podrían regresar en 1701 cuando el Tratado de Grande Paix puso fin a la campaña de los iroqueses en el país de Ohio, pero los indios americanos continuó luchando con otras tribus contra las colonias por disputas de tierras”.
El Shawnee apoyó a los franceses durante la Guerra franco-indígena (1754-1763). Hubo continuas disputas de tierras y tratados en el siglo XVIII. Miembros de las tribus ojibwa, lenape, ottawa, wyandotte y shawnee formaron una alianza con la tribu miami, liderada por Little Turtle en la lucha por su tierra. Finalmente, después de la Batalla de Wabash (1792) y la Batalla de Fallen Timbers (1794), once tribus firmaron el Tratado de Greenville en 1794 que los despojó de la mayor parte de su tierra.

### Compra Symmes

Compra de Symmes, tira alargada en azul, dentro de un mapa de Ohio

Con la conclusión de la Guerra de Independencia, el país se expandió hacia el oeste hasta la tierra fronteriza al norte del río Ohio y dentro de los límites del Territorio del Noroeste. En 1786, Benjamin Stites viajó al valle de Little Miami y notó que había tierra fértil para asentamientos y transmitió esa información a los especuladores del este. Al enterarse de las posibilidades, un delegado del Congreso Continental, John Cleves Symmes, compró uno o 809 371 ha en 1787 del Congreso de la Confederación que fue llamada Compra de Symmes. También llamada Compra de Miami, la tierra entre los ríos Great y Little Miami, finalmente se convirtió en los condados de Warren, Butler y Hamilton. De la compra de Symmes, Stites compró 4046 ha, de las que le vendió 323 a Mathias Denman. La tierra de Denman estaba a lo largo del río Ohio y frente a la desembocadura del río Licking.

### Tres asentamientos iniciales

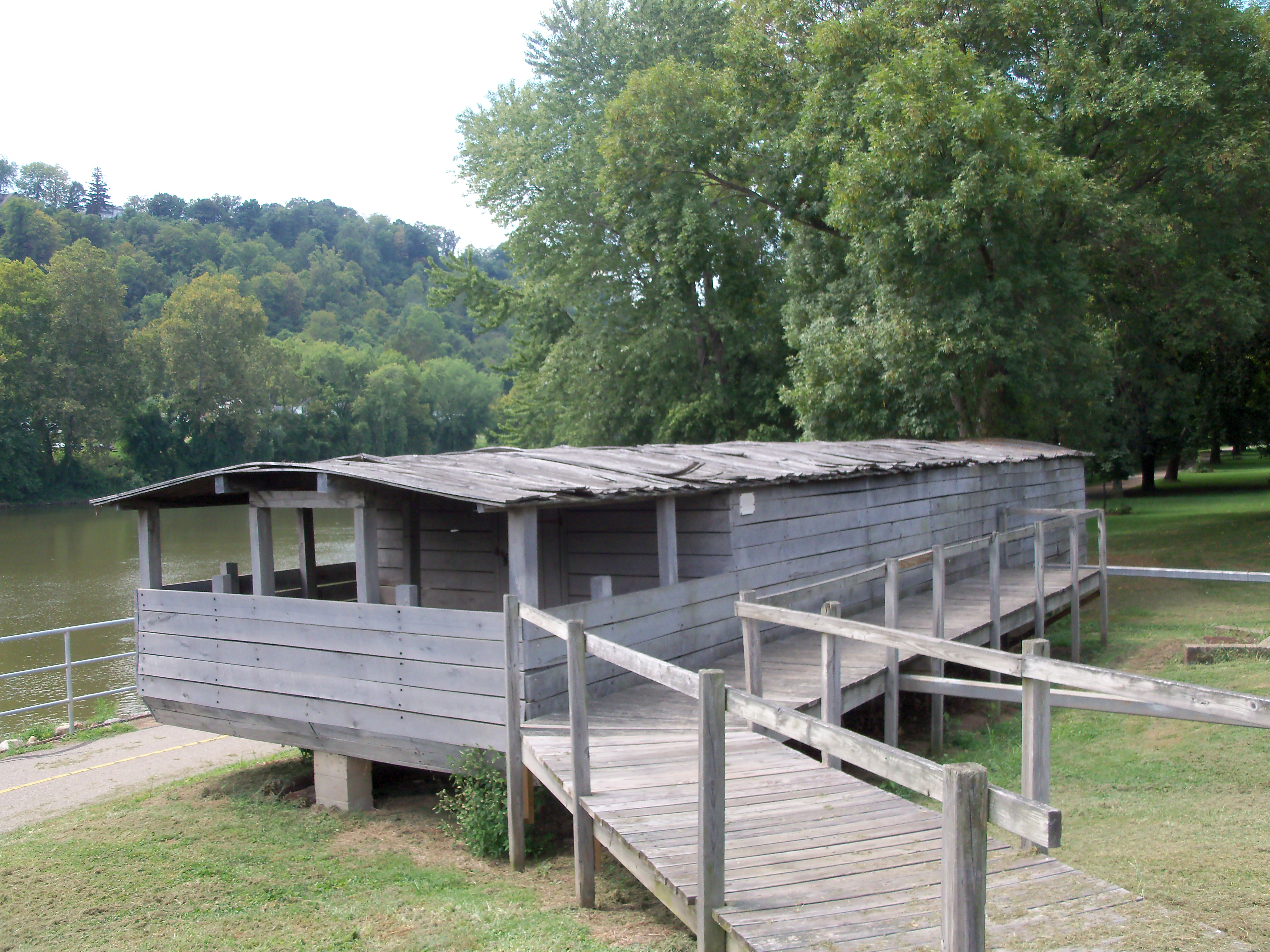
Réplica de una flatboat que llevó pioneros a los tres asentamientos: Columbia, Losantiville y North Bend que se convertirían en Cincinnati.

Los pioneros llegaron en botes planos a lo largo del río Ohio para asentarse en lo que se convertiría en Cincinnati, ubicada entre los ríos Little Miami y Great Miami en la orilla norte del río Ohio. La ciudad comenzó como tres asentamientos: Columbia, Losantiville y North Bend.
Columbia, una milla al oeste del río Little Miami, se estableció cuando un grupo de 26 personas lideradas por Benjamin Stites llegó el 18 de noviembre de 1788. Stites había organizado grupos de pioneros de Nueva Jersey y Pensilvania. Se establecieron en el sitio actual del aeropuerto de Lunken, donde construyeron un blocao y cabañas de troncos, utilizando parcialmente la madera de sus lanchas. Con el tiempo llegó más gente y se construyeron más cabañas. Se alimentaron precariamente pescando, cazando, haciendo harina con materiales locales, cultivando y adquiriendo algo de comida de los comerciantes de Pittsburg. De los tres asentamientos, Columbia creció más rápido al principio. Inicialmente fue el centro de comercio y granero de la zona. Allí se erigió la primera iglesia protestante (bautista) en el Territorio del Noroeste.

#### Losantiville
El 28 de diciembre de 1788, once familias con 24 hombres aterrizaron frente al río Licking en lo que sería Sycamore Street y en la actual Yeatman's Cove. Losantiville, el asentamiento central, fue nombrado por el topógrafo original, John Filson, quien exploró el área el 22 de septiembre de 1788 con Mathias Denman y el coronel Robert Patterson. El nombre que significa "La ciudad frente a la desembocadura del río" se compone de cuatro términos, cada uno de diferente lengua. Filson desapareció en octubre de 1788, quizás asesinado por nativos americanos. El grupo, dirigido por Patterson, quien fundó Lexington, se originó en Limestone (ahora Maysville). Cuando llegaron, Israel Ludlow se convirtió en el agrimensor del asentamiento y trazó la ciudad en un plan de cuadrícula, que iba desde Northern Row (ahora Seventh Street) hasta el río, donde se reservó tierra para un rellano público. Sus fronteras este y oeste ahora son Central Avenue y Broadway. Antes del 1 de abril de 1789 se entregaron 30 lotes a personas para que creciera el asentamiento. Era atractivo por su diseño de ciudad a lo largo del paseo marítimo. Aparte de lo que conseguían con la caza y la pesca, cultivaban maíz, frijol, calabaza, pepino y calabaza. La ciudad pronto tuvo una taberna y un servicio de ferry que transportaba a la gente a través del río Ohio hasta Kentucky. Se instaló un juez de paz, William McMillan. Para 1790, había 700 personas en la ciudad debido a la afluencia de nuevos colonos y tropas militares apostadas en Fort Washington. Symmes escribió que Losantiville, entonces un asentamiento de cuarenta casas de troncos de dos pisos, "asume la apariencia de una ciudad de cierta respetabilidad".

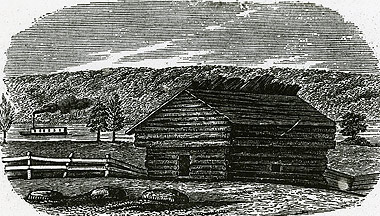
Ilustración del blocao de North Bend de Henry Howe, Colecciones históricas de Ohio, 1847.

North Bend en el Gran Miami y unas pocas millas al oeste de Losantiville fue fundada por Symmes en febrero de 1789. Había organizado un grupo de pioneros de Limestone que incluía soldados y miembros de su familia para viajar al área. Al igual que la gente de Columbia y Losantiville, los colonos de North Bend lucharon inicialmente para obtener suficiente comida. North Bend proporcionó 24 lotes a nuevos colonos en mayo de 1789.

### Fort Washington
Symmes y St. Clair estaban preocupados por las tribus nativas americanas, que resistirían el asentamiento de los blancos. Había más de 673 396 km2 del Territorio del Noroeste, incluidos los estados actuales de Illinois, Indiana, Míchigan, Minesota y Wisconsin, que estaban protegidos por solamente 300 soldados del Primer Regimiento de Infantería. Las tribus nativas americanas del valle de Ohio reaccionaron a la invasión de los blancos y hubo "ataques de ida y vuelta" entre los pueblos que cohabitaban. La mayoría de los nativos americanos en el Territorio del Noroeste recibieron ayuda de los británicos y, en general, se pusieron del lado de ellos, y no formaron parte del Tratado de París de 1783 que cedió tierras a los Estados Unidos.
En 1789, Fort Washington fue construido bajo la dirección del general Josiah Harmar y recibió su nombre en honor al presidente George Washington. Fue construido en la esquina noreste de Losantiville y sirvió a todo el Territorio del Noroeste durante cinco años. Durante ese tiempo, 613 tropas bajo el mando de St. Clair se perdieron durante una batalla con el jefe miami Little Turtle. El Tratado de Greenville se firmó en 1795 después de que el mayor general Anthony Wayne ganara la batalla de Fallen Timbers. El fuerte fue demolido en 1808.

### Sociedad de Cincinnati

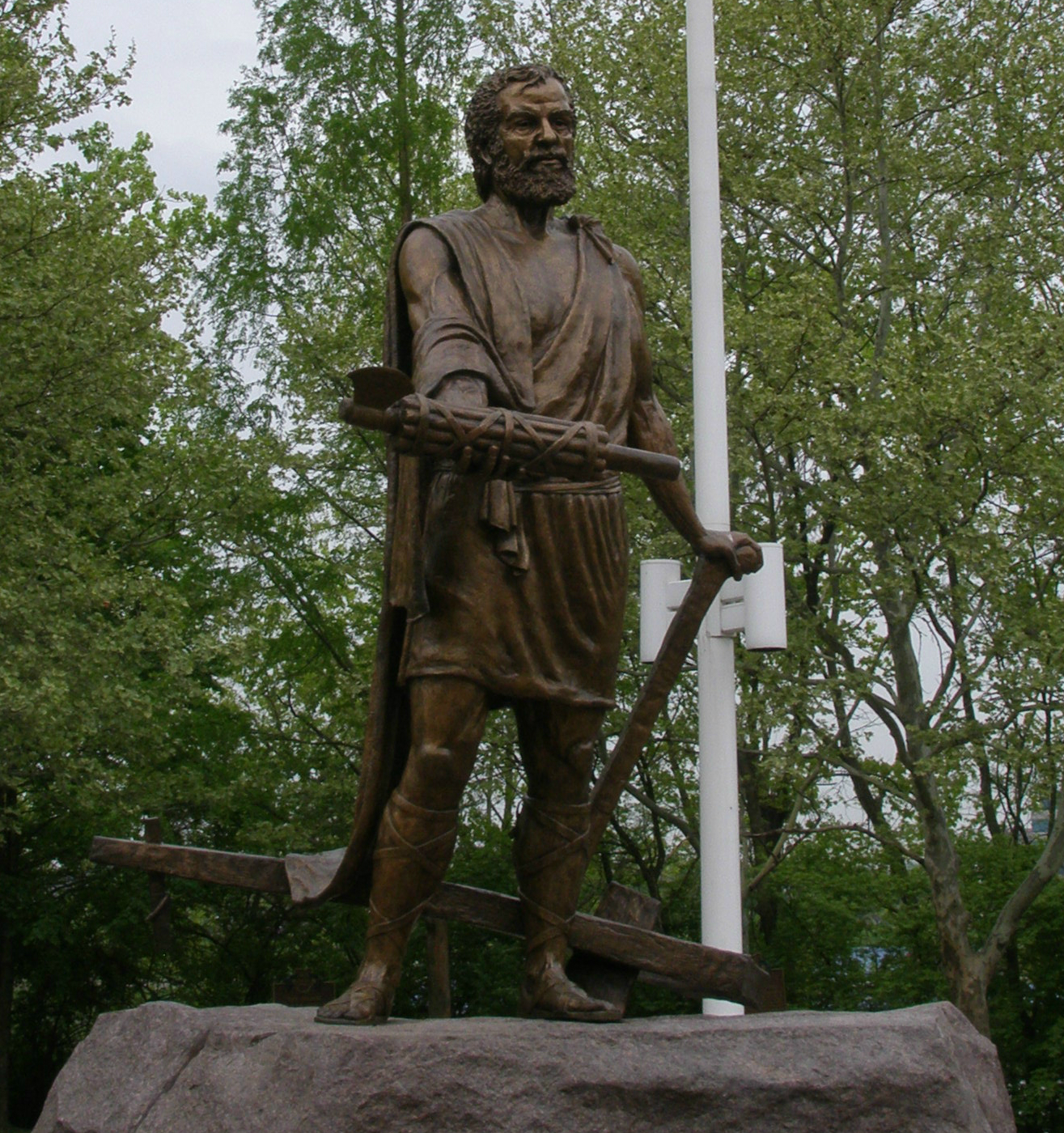
Estatua de Cincinnatus en Sawyer Point Park

El 4 de enero de 1790, Arthur St. Clair, gobernador del Territorio del Noroeste, cambió el nombre del asentamiento a "Cincinnati" en honor a la Sociedad de Cincinnati, de la que era presidente, posiblemente por sugerencia del agrimensor Israel Ludlow. La sociedad recibe su nombre de Cincinato, el general y dictador romano, que salvó a la ciudad de Roma de la destrucción y luego se retiró tranquilamente a su granja. La sociedad estaba compuesta por oficiales del Ejército Continental de la Guerra de Independencia.

### Primeros colonizadores
Entre los colonos era común el trueque con base en las pieles de conejo y venado.
Cincinnati estaba poblada por soldados de la Guerra de Independencia a quienes se les otorgaron tierras. Entre ellos estaba John Cleves Symmes, quien adquirió grandes parcelas de tierra y especuló con ellas. Algunos ex oficiales recibieron grandes parcelas de tierra en pago por su servicio. También hubo civiles que llegaron al área en busca de una oportunidad para una vida exitosa basada en la compra de tierras asequibles.
El condado de Hamilton fue creado el 4 de enero de 1790 por Arthur St. Clair. Las tensiones entre los pioneros y los nativos americanos aumentaron con el tiempo, y el condado de Hamilton emitió una proclamación que prohibía los disparos imprudentes y la venta de licor a los nativos americanos. Todos los hombres estaban sujetos al servicio militar y la gente se preparaba para defender sus asentamientos. Además, llegaron más soldados al Fuerte Washington. Algunas personas se mudaron a comunidades más seguras de Kentucky en 1790.

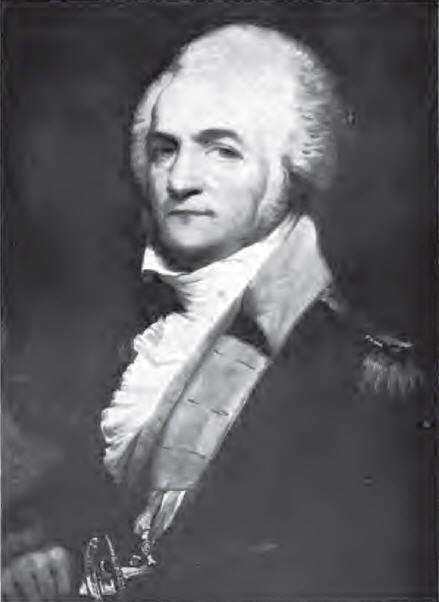
Sargento Winthrop

La ciudad fronteriza tenía casas de mala reputación y varias tabernas, ninguna de las cuales estaba regulada y era frecuentada por los soldados del fuerte. Winthrop Sargent, el secretario del Territorio del Noroeste a partir de 1787 y durante un tiempo fue gobernador interino, descubrió que los residentes de la ciudad eran "licenciosos" y "extremadamente libertinos". Emitió una proclamación en 1790 para prohibir la venta de licor a los soldados. Sin embargo, no hubo apoyo de la gente del pueblo para regular los negocios en burdeles y tabernas. Fue "tan despreciado por sus propios hombres que su casa fue objeto de prácticas de artillería mientras estaba fuera". Se contrató a un alguacil y se estableció un tribunal, pero el alguacil en general no pudo mantener el control dentro de Cincinnati. Esto se debió a la embriaguez de los soldados del fuerte y las tensiones con Shawnee y otros nativos americanos locales. A menudo, los militares decretaron la ley marcial.
La población del asentamiento creció y en 1795 se estableció una amplia gama de negocios, incluidos fabricantes de muebles, un carnicero, un cervecero y un pastelero francés. Para satisfacer las necesidades de los pioneros y soldados que se dirigían hacia el oeste por el río Ohio, había 30 almacenes que abastecían las necesidades de los viajeros.
Cincinnati fue constituida como ciudad el 1 de enero de 1802. Cincinnati estableció a James Smith como el primer alguacil de la ciudad; al año siguiente el pueblo inició una "vigilia nocturna". Había alrededor de 1000 residentes civiles en 1803, los militares abandonaron Fort Washington. Para 1820, había casi 10 000 residentes. La introducción de la navegación a vapor en el río Ohio en 1811 ayudó a que la ciudad creciera.

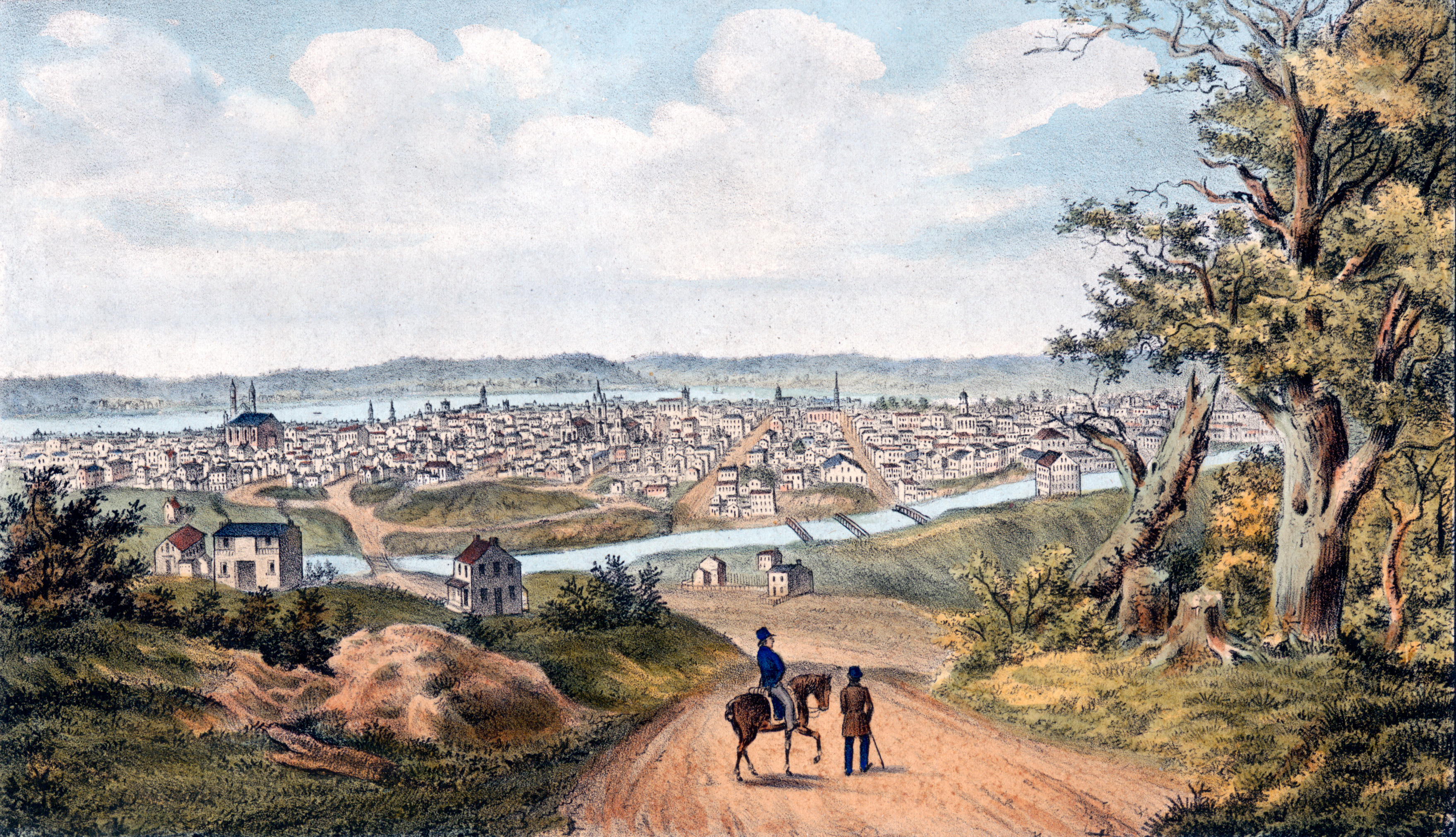
El canal de Miami y Erie ocupa un lugar destacado en esta vista litográfica de 1841 de Cincinnati

Además de proporcionar suministros para los viajeros, a principios del siglo XIX había una amplia gama de negocios basados en servicios, incluidos restaurantes, tabernas y hoteles, para satisfacer las necesidades de los viajeros. El transporte en el río Ohio también ayudó al crecimiento de la ciudad. Las cosechas se enviaban a uno de los principales mercados de Ohio, Nueva Orleans, a lo largo de los ríos Ohio y Mississippi. Los costos de transporte se redujeron para el envío de cultivos o bienes desde el oeste de Ohio a Cincinnati debido al Canal de Miami y Erie. Los barcos de vapor fueron reparados y construidos en la ciudad. Se convirtió en un centro empacador de carne, donde el ganado era sacrificado y descuartizado y vendido en Cincinnati o enviado. Cincinnati se hizo conocida como "Porkopolis" cuando se convirtió en el centro de procesamiento de carne de cerdo del país.

## Inicios como ciudad

El sello de la Ciudad de Cincinnati. El área se colonizó en 1788, los asentamientos se convirtieron en Cincinnati y se convirtió en ciudad en 1819. Esta versión del sello estaba en uso en 1861.

Fue constituida como ciudad por un acto de la Asamblea General que pasó el 5 de febrero de 1819 y entró en vigencia el 1 de marzo de ese año. El mismo año, Cincinnati comenzó a publicar directorios de la ciudad, enumerando los nombres de los residentes, sus ocupaciones y sus direcciones residenciales. Estos directorios antiguos siguen siendo un recurso valioso para las personas que buscan información sobre los primeros residentes. El Colegio Médico de Ohio fue fundado por Daniel Drake en 1819.
Era la sexta ciudad más grande del país, con una población de 115 435, en 1850. En 1850 fue la primera ciudad de los Estados Unidos en establecer un Hospital Judío.

### Servicios de policía y bomberos
En 1819, cuando Cincinnati se incorporó como ciudad, se nombró al primer mariscal de la ciudad, William Ruffin. En mayo de 1828, la policía estaba formada por un capitán, un ayudante y cinco patrulleros. En 1850, la ciudad autorizó puestos para un jefe de policía y seis tenientes, pero fue en 1853 cuando se nombró al primer jefe de policía, Jacob Keifer, y fue despedido después de 3 semanas.
Cincinnati acompañó su crecimiento pagando a hombres para que actuaran como su Departamento de Bomberos de Cincinnati en 1853, convirtiéndose en el primer departamento de bomberos pagado a tiempo completo en los Estados Unidos. Fue el primero en el mundo en utilizar camiones de bomberos a vapor.

### Los abolicionistas y el ferrocarril subterráneo

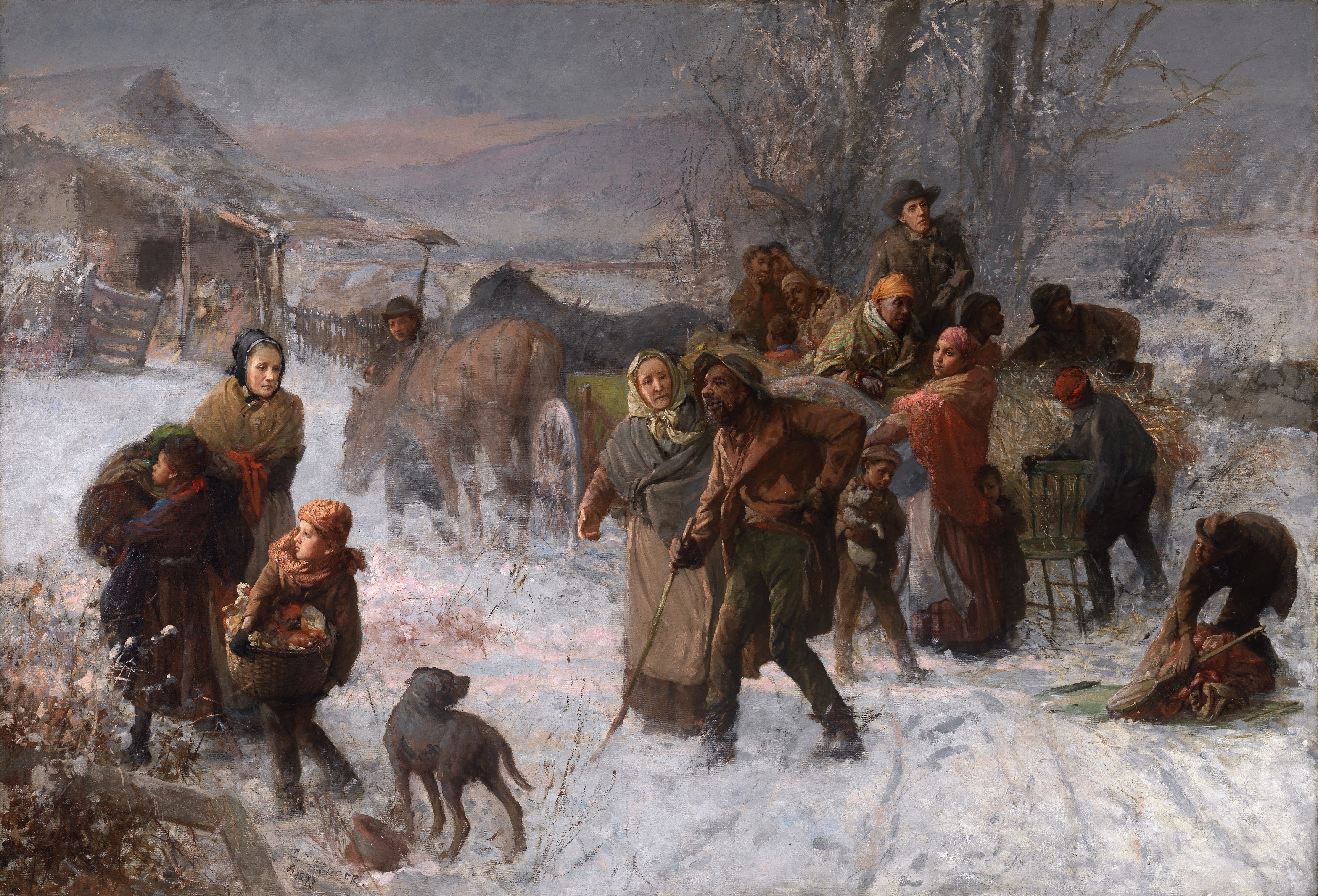
Charles T. Webber, El ferrocarril subterráneo, 1893, Museo de Arte de Cincinnati

Cincinnati fue una parada importante para el ferrocarril subterráneo en tiempos anteriores a la Guerra de Secesión. Limitaba con un estado esclavista, y a menudo se menciona como un destino para muchas personas que escapan de las ataduras de la esclavitud. Hay muchas historias desgarradoras que involucran abolicionistas, fugitivos, traficantes de esclavos y hombres libres.

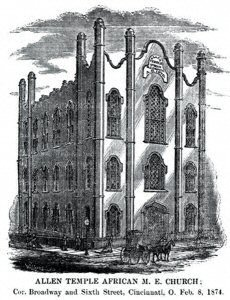
Iglesia Episcopal Metodista Africana del Templo Allen

La Iglesia Episcopal Metodista Africana Allen Temple fue fundada en 1824 como la primera iglesia negra en Ohio. Fue una parada importante en el Ferrocarril Subterráneo durante muchos años. Sembró muchas otras congregaciones en la ciudad, en todo el estado y en todo el Medio Oeste.
El Seminario Teológico Lane se estableció en la sección de Walnut Hills de Cincinnati en 1829 para educar a los ministros presbiterianos. El destacado pastor de Nueva Inglaterra, Lyman Beecher, trasladó a su familia (Harriet y su hijo Henry) de Boston a Cincinnati para convertirse en el primer presidente del Seminario en 1832.
Lane Seminary es conocido principalmente por los "debates" celebrados allí en 1834 que influyeron en el pensamiento de la nación sobre la esclavitud. Varios de los involucrados jugaron un papel importante en el movimiento abolicionista y en la preparación de la Guerra de Secesión Estadounidense.

Hammatt Billings, "Los fugitivos están a salvo en una tierra libre" para La cabaña del tío Tom de Harriet Beecher Stowe (1852).

La autora abolicionista Harriet Beecher Stowe vivió en Cincinnati parte de su vida. Escribió La cabaña del tío Tom, publicada por primera vez el 20 de marzo de 1852. El libro fue la novela más vendida del siglo XIX (y el segundo libro más vendido del siglo después de la Biblia) y se le atribuye haber ayudado a impulsar la causa abolicionista en los Estados Unidos antes de la Guerra de Secesión. En el primer año después de su publicación, se vendieron 300 000 copias. En su libro de 1985 La cabaña del tío Tom y la cultura estadounidense, Thomas Gossett observó que "en 1872 un biógrafo de Greeley argumentaría que la fuerza principal en el desarrollo de apoyo para el Partido Republicano en la década de 1850 había sido La cabaña del tío Tom". La Casa Harriet Beecher Stowe en Cincinnati está ubicada en 2950 Gilbert Avenue y está abierta al público.
El National Underground Railroad Freedom Center, ubicado en el centro de Cincinnati a orillas del río Ohio, que se enfoca en la historia de la esclavitud en los Estados Unidos. Su ceremonia de inauguración en 2002 fue un evento de gala en el que participaron muchas estrellas nacionales, actos musicales, fuegos artificiales y la visita de la primera dama. Está ubicado físicamente entre el Great American Ball Park y el Estadio Paul Brown, que se construyeron y abrieron poco antes de que se abriera el Freedom Center.

### Relaciones raciales antes de la Guerra de Secesión

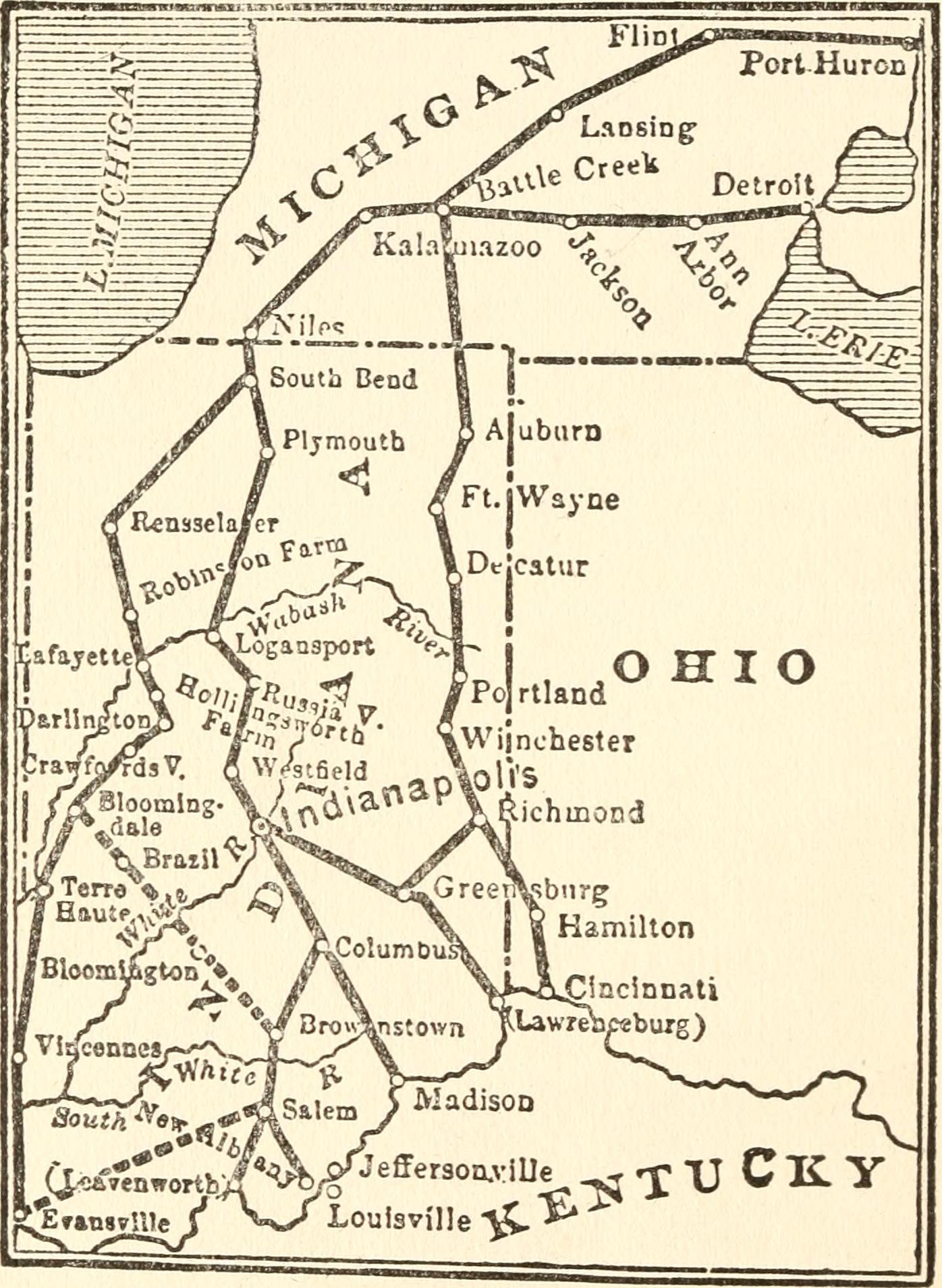
Mapa del ferrocarril subterráneo, que muestra la ruta hacia el norte desde Cincinnati.

Situada al otro lado del río Ohio desde el estado fronterizo de Kentucky, que permitía la esclavitud, y la esclavitud era ilegal en Ohio, Cincinnati era un destino natural o parte de una ruta del norte para las personas que escapaban de la esclavitud. Se publicaron panfletos y periódicos contra la esclavitud en Cincinnati para enviarlos al Sur.
Había algunas personas a las que les preocupaba que los negros compitieran con ellos por los puestos de trabajo. La tensión creció cuando la gente percibió que los negros estaban infringiendo las oportunidades disponibles para los blancos o se estaban volviendo poderosos. Por ejemplo, los inmigrantes irlandeses creían que los negros estaban aprovechando sus oportunidades laborales en 1829. Los disturbios de Cincinnati de 1829 estallaron en julio y agosto de 1829 cuando los blancos atacaron a los negros en la ciudad. Muchos de estos últimos habían venido del sur para establecer una comunidad con más libertad. Unos 1200 negros abandonaron la ciudad como resultado de los disturbios y se reasentaron en Canadá. Los negros de otras áreas trataron de recaudar dinero para ayudar a las personas que querían mudarse a Canadá. El motín fue un tema de discusión en 1830 entre los representantes de siete estados en la primera Convención Negra, encabezada por el obispo Richard Allen y celebrada en Filadelfia.
A medida que crecía el movimiento contra la esclavitud, hubo más disturbios en 1836, cuando los blancos atacaron una imprenta dirigida por James Birney, que había comenzado a publicar el semanario contra la esclavitud The Philanthropist. La turba creció a 700 y también atacó barrios y personas negras. Otro motín ocurrió en 1841.
Los inmigrantes irlandeses y alemanes se establecieron en Cincinnati y, a partir de la década de 1830, hubo algunas personas que no aceptaron a personas de otros orígenes. Fueron el objetivo del movimiento de templanza porque se percibía que eran bebedores empedernidos.

### Sobrenombres
Cincinnati fue llamada por primera vez "Reina del Oeste" en 1819 por Ed. B. Cooke, quien escribió: "La ciudad es, de hecho, justamente llamada la bella Reina del Oeste: distinguida por el orden, la iniciativa, el espíritu público y la liberalidad, es la maravilla de un mundo admirado". Fue publicado en el Cincinnati Advertiser y el Inquisitor. Al año siguiente los habitantes de la ciudad la llamaron La Reina del Oeste o La Ciudad Reina.
Henry Wadsworth Longfellow escribió sobre los viñedos de Cincinnati de Nicholas Longworth en la última estrofa de su poema Catawba Wine en 1854:
Y este canto de la vid,
Este saludo mío,
Los vientos y las aves librarán,
A la Reina del Oeste,
En sus guirnaldas vestida,
A orillas del Río Hermoso.
El apodo "Porkopolis" se publicó por primera vez alrededor de 1840, pero tuvo sus inicios en 1825 cuando el banquero George W. Jones, que a menudo había hablado de la cantidad de cerdos que deambulaban por las calles para ser sacrificados, recibió un cerdo de papel maché y se lo apodó haber sido de Porcópolis. En 1840, había más de 3 millones de dólares en carne de cerdo empacada producida por 1200 hombres en 48 empacadoras en Cincinnati. Veinte años después, había el doble de hombres involucrados en el negocio. Chicago se convirtió en el principal centro de envasado de carne de cerdo y quedó con el apodo en 1875.

Cincinnati también es conocida como la "Ciudad de las Siete Colinas". Las colinas forman una media luna desde la orilla este del río Ohio hasta la orilla oeste: Mount Adams, Walnut Hills, Mount Auburn, Vine Street Hill, College Hill, Fairmount y Mount Harrison.

## Guerra de Secesión
Durante la Guerra de Secesión hubo muchos "simpatizantes del sur" debido al comercio de Cincinnati con estados esclavistas y la historia de asentamientos de sureños de estados del este. De las personas que sirvieron en el ejército, la mayoría se alistó en el Ejército de la Unión, pero un gran número sirvió para los confederados. Algunos residentes participaron en el movimiento Copperheads en Ohio.
Cincinnati desempeñó un papel clave como fuente importante de suministros y tropas para el Ejército de la Unión. También proporcionó alojamiento para los soldados y sus familias, los cuales eran buenos para la economía de la ciudad. La Comisión Cristiana de los Estados Unidos, la Comisión Sanitaria de los Estados Unidos y otras organizaciones benéficas llegaron al área para ayudar a los soldados y sus familias. Sirvió como cuartel general durante gran parte de la guerra para el Departamento de Ohio, que se encargó de la defensa de la región, además de dirigir la ofensiva del ejército en Kentucky y Tennessee.
En julio de 1863, el Ejército de la Unión instituyó la ley marcial en Cincinnati debido al peligro inminente que representaban los Raiders Confederados de Morgan. Llevando la guerra al norte, atacaron varios pueblos periféricos, como Cheviot y Montgomery.
Durante la Guerra de Secesión, los habitantes de Cincinnati construyeron una línea de defensa de casi 13 km a lo largo del río Ohio para proteger la ciudad. Una de las baterías, Battery Hooper, se convirtió en el sitio del Museo de la Guerra de Secesión James A. Ramage en Fort Wright. Debido a los esfuerzos de la Brigada Negra de Cincinnati y la Defensa de Cincinnati, las fuerzas establecidas para defender Cincinnati no necesitaron disparar un tiro durante la Guerra de Secesión.

## Historia posterior a la Guerra de Secesión y finales delsigloXIX

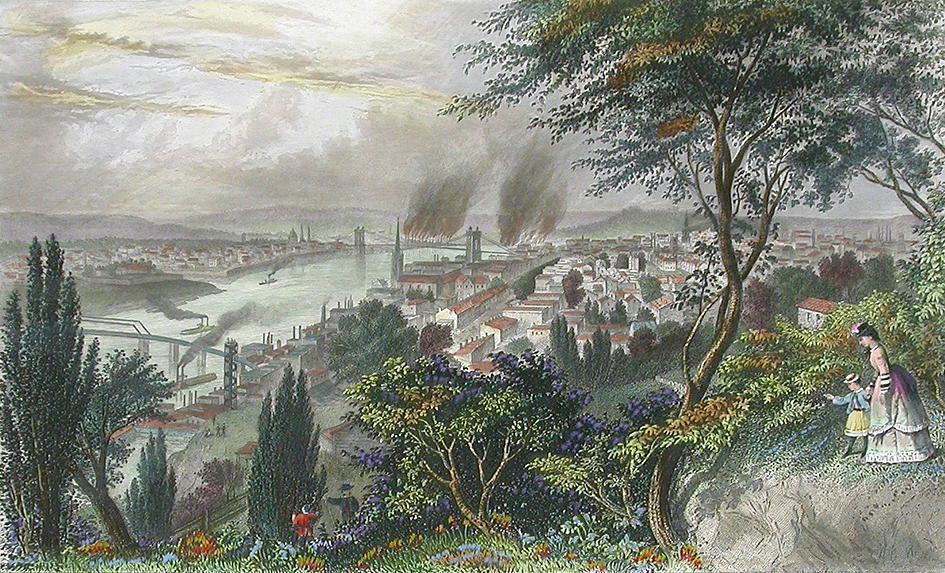
Ciudad de Cincinnati, 1872, un grabado en acero de A. C. Warren

Con casi 300 000 personas, era la ciudad más grande del estado y la población más densa del país con un promedio de 37 143 personas por milla cuadrada.
La ciudad tenía una academia de arte, un museo de arte, un Music Hall, un teatro de ópera, un edificio de exposiciones y una biblioteca pública. Había alrededor de 130 revistas y periódicos producidos en la ciudad. Había más de 200 iglesias, cinco hospitales y educación universitaria alcanzable a través de la Universidad de Cincinnati. En 1888, la comunidad protestante alemana de Cincinnati abrió una "casa de enfermos" ("Krankenhaus") atendida por diaconisas. Se convirtió en el primer hospital general de la ciudad e incluyó una escuela de formación de enfermeras. Fue rebautizado como Hospital Deaconess en 1917.
Trece gobernadores del estado de Ohio vinieron de Cincinnati: Charles Anderson, Richard M. Bishop, John Brough, Ethan Allen Brown, Salmon P. Chase, Jacob Cox, William Dennison Jr., Joseph B. Foraker, Rutherford B. Hayes, George Hoadly, Othniel Looker, Edward Noyes y Thomas L. Young.

### Deportes
Los Cincinnati Red Stockings, un equipo de béisbol cuyo nombre y herencia inspiraron a los Cincinnati Reds de hoy, también comenzaron su carrera en el siglo XIX. En 1868, se llevaron a cabo reuniones en las oficinas legales de Tilden, Sherman y Moulton para convertir al equipo de béisbol de Cincinnati en profesional; se convirtió en el primer equipo profesional regular del país en 1869. En su primer año, el equipo ganó 57 juegos y empató uno, lo que le dio el mejor récord de victorias de cualquier equipo de béisbol profesional en la historia.

### Comercio
En 1879, Procter & Gamble, uno de los principales fabricantes de jabón de Cincinnati, comenzó a comercializar Ivory Soap. Se comercializó como "lo suficientemente ligero como para flotar". Después de un incendio en la primera fábrica, Procter & Gamble se mudó a una nueva fábrica en Mill Creek y renovó la producción de jabón. El área se hizo conocida como Ivorydale. Cincinnati fue el primer municipio en poseer un ferrocarril, el Cincinnati Southern en 1880.
En 1887, las industrias de Cincinnati produjeron más de 200 millones de dólares en bienes y emplearon a 103 325 personas. Se había convertido en "un importante centro industrial, político, literario y educativo tanto en Ohio como en los Estados Unidos" en 1890. A fines del siglo XIX, sus principales industrias eran la producción de hierro, la carpintería, la producción de telas y el envasado de carne.
Cincinnati tenía un monopolio a fines del siglo XIX porque los fabricantes locales podían construir carruajes económicos que abrían el mercado a un grupo más grande de clientes potenciales, como granjeros que de otro modo usarían un vagón agrícola para viajes de placer pero podían pagar el económico carruajes.

## SiglosXXyXXI
La población de la ciudad no aumentó mucho durante el siglo XX. En la década de 1880 había 300.000 personas y en 2000 había 365.000 personas viviendo en 77 millas cuadradas. Pero hay más de 1,8 millones de personas viviendo en los suburbios de Cincinnati.
Dentro del área metropolitana de Cincinnati, hay más de 100 galerías de arte, incluido el Centro de Arte Contemporáneo, el Museo de Arte de Cincinnati y el Museo de Arte Taft. Los teatros de la ciudad incluyen el Aronoff Center for the Arts, el Playhouse in the Park, el Showboat Majestic, el Emery Theatre, el Taft Theatre y la Universidad de Cincinnati – College-Conservatory of Music. La ciudad también cuenta con el Zoológico y Jardín Botánico de Cincinnati.

### Primera Guerra Mundial

Póster de Liberty Bond, 1917.

Durante la Primera Guerra Mundial (1914–1918), 25 000 hombres de Cincinnati sirvieron en el ejército. Los ciudadanos y los niños de Cincinnati encontraron muchas maneras de apoyar el esfuerzo bélico, como "adoptar" a 1200 niños franceses huérfanos, recolectar papel de aluminio, plantar jardines de guerra, establecer guardias domésticos para asumir las responsabilidades locales de la milicia, enrollar vendajes y tejer decenas de miles de prendas de vestir. El Batallón de Entrenamiento de Cincinnati se estableció para que los hombres que esperaban ser reclutados pudieran tener una ventaja inicial en el entrenamiento. Hombres judíos más allá de la edad de reclutamiento preparados para servir en Palestina. Las plantas locales modernizaron sus fábricas para producir artículos requeridos por la guerra o aumentaron la producción para producir los suministros necesarios. Como resultado, Cincinnati produjo municiones, equipo de campamento para soldados, piezas de acorazados, ropa y alimentos para soldados y otros bienes necesarios. Se recaudaron millones de dólares para Liberty Loans; fondos de socorro para Armenia, Bélgica y Francia, la Cruz Roja; sellos de ahorro; y la YMCA. Las mujeres ocuparon puestos que antes ocupaban los hombres y los afroamericanos se mudaron a Cincinnati desde el sur.

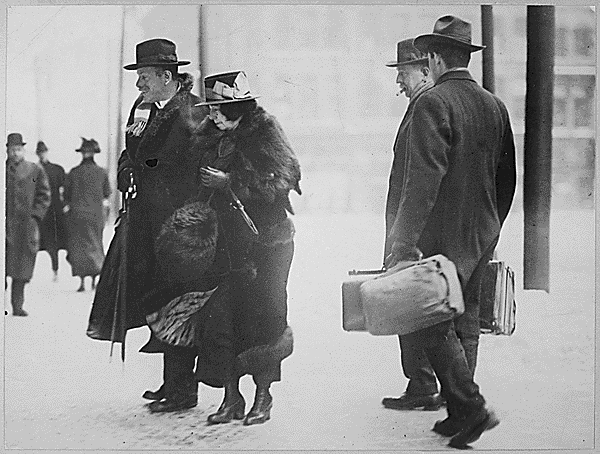
El doctor Ernst Kunwald, exdirector de la Orquesta Sinfónica de Cincinnati, ingresa al Edificio Federal como prisionero de guerra

Sin embargo, el sentimiento antialemán llegó a un punto febril durante la guerra. Se difundieron rumores sobre negocios germano-estadounidenses. El director de la Orquesta Sinfónica de Cincinnati, Ernst Kunwald, fue internado bajo las Leyes de Extranjería y Sedición. El profesor Emil Heerman, el concertino, fue puesto en libertad bajo la custodia del Conservatorio de Música después de su arresto; Invirtió el 75% de sus ingresos en Liberty Bonds, lo que ayudó a restaurar gran parte de su reputación. La biblioteca de la ciudad eliminó los libros proalemanes y las escuelas públicas suspendieron las clases de alemán.

### Segunda Guerra Mundial

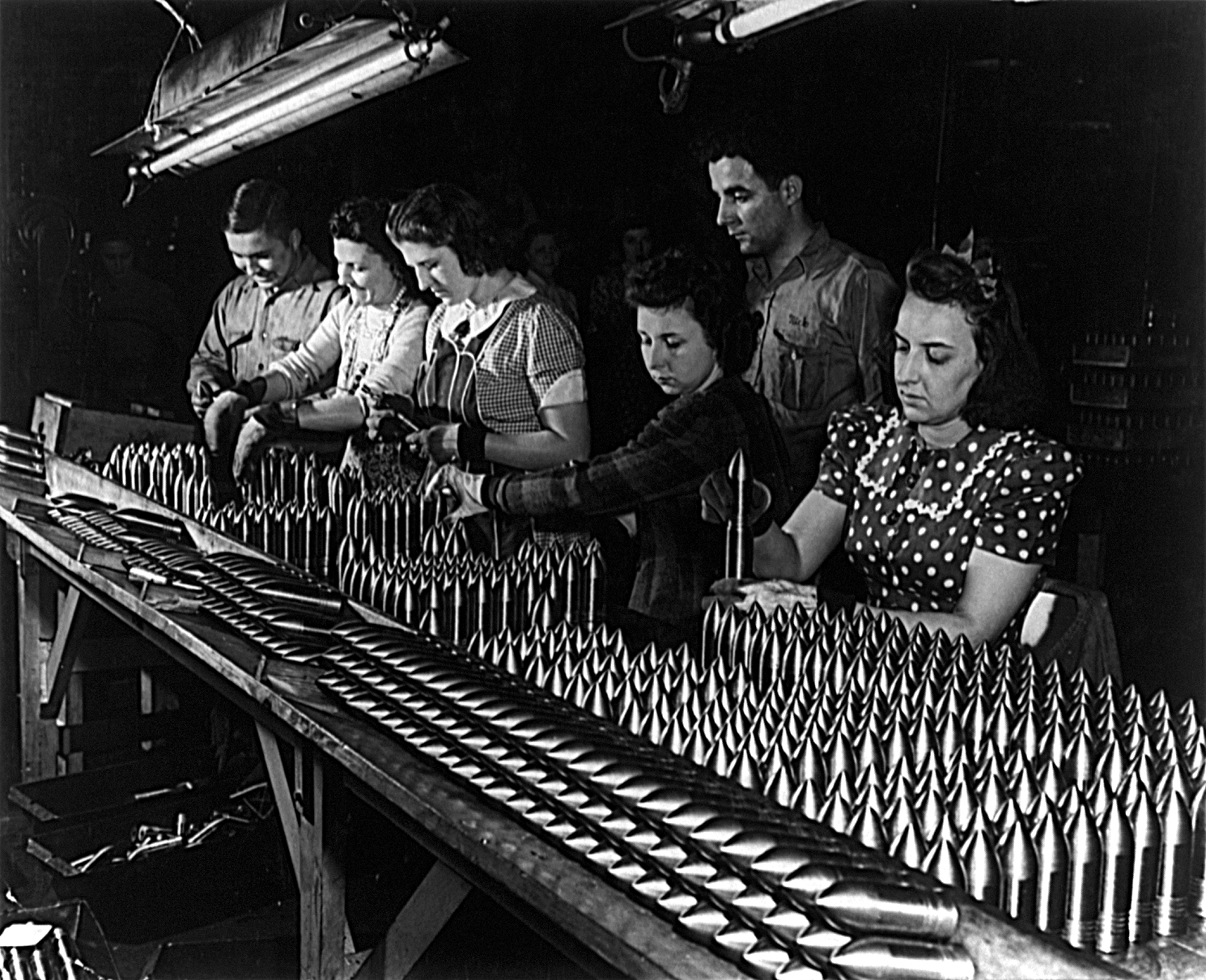
Las mujeres fabricaron proyectiles antitanques de 37 mm para la guerra en 1942 en Aluminium Industries, Inc. en Cincinnati.

Debido al aislacionismo y la desilusión de que el mundo no era "seguro para la democracia" después de la Primera Guerra Mundial, muchas personas inicialmente se mostraron reacias a involucrarse en la Segunda Guerra Mundial (1939-1945) hasta el ataque a Pearl Harbor (7 de diciembre de 1941). Otros, sin embargo, habían visto por un tiempo que lo mejor para los Estados Unidos es participar en la guerra. El secretario de Guerra, Henry L. Stimson, dijo: "Mi primer sentimiento fue de alivio porque la indecisión había terminado y había llegado una crisis que uniría a toda nuestra gente".
Durante la guerra, las juntas de reclutamiento regionales registraron 81.000 hombres en octubre de 1940. Los voluntarios y los que fueron reclutados se reportaron a Fort Thomas en Kentucky. Casi 100.000 hombres y mujeres de la zona sirvieron en la guerra. Las mujeres desempeñaron funciones de apoyo, como operadora de radio y conductora. Los afroamericanos sirvieron en unidades segregadas, como la 93.ª División de Infantería. La guerra brindó oportunidades para que los negros y las mujeres progresaran de una manera que no podían antes de la guerra. Por ejemplo, generalmente la fuerza laboral estaba compuesta por mujeres solteras. Durante la guerra, se necesitaban mujeres en puestos militares y en puestos civiles para dotar de personal al esfuerzo de producción. Más hombres negros fueron aceptados en el ejército para satisfacer las necesidades de mano de obra o trabajaron en plantas. Personas de la zona también sirvieron en el cuerpo diplomático o en agencias federales.
En Cincinnati, 2000 fabricantes, con más de 180 000 empleados, se unieron para proporcionar los bienes requeridos por las fuerzas armadas. El subcontratista más grande, Wright Aeronautical Corporation, producía motores para aviones militares. El esfuerzo de guerra requería bienes como alimentos, jabón, ropa, glicerina, algunos de los cuales requerían alguna modificación para satisfacer las necesidades militares, como corbatas hechas de material de color caqui. Algunos cambiaron por completo los productos que producían, como pasar de hacer ropa de mujer a producir paracaídas. Las torretas de los tanques y las placas de blindaje fueron fabricadas por Mosler Safe, una planta metalúrgica. Cincinnati se posicionó con una serie de opciones para el transporte de materias primas y bienes, incluido el ferrocarril a través de Union Terminal, barcazas en el río Ohio, aviones en Lunken Field.
Al igual que en la Primera Guerra Mundial, los habitantes de Cincinnati se unieron para apoyar la guerra. Plantaron jardines de la victoria, organizaron campañas de bonos, compraron bonos y remodelaron fábricas. Se recogieron bienes que se necesitaban para la guerra, como caucho y varios tipos de chatarra (por ejemplo, cobre, hierro, etc.). También hubo esfuerzos de conservación que ayudaron a garantizar que los bienes necesarios estuvieran disponibles para satisfacer las necesidades militares. Las juntas locales emitieron libretas de racionamiento para productos de consumo escasos, como mantequilla, carne, azúcar, café, gasolina y llantas.
En mayo de 1941 se estableció un consejo de defensa para planificar la protección civil y fue dirigido por Phillip O. Geier, presidente de la Cámara de Comercio de Cincinnati.

### Desarrollo urbano moderno
En 1902 se construyó el primer rascacielos de hormigón armado del mundo, el Ingalls Building. El metro de Cincinnati comenzó a construirse en enero de 1920. Después de la Segunda Guerra Mundial, Cincinnati dio a conocer un plan maestro para la renovación urbana que resultó en la modernización del centro de la ciudad. Desde la década de 1950, se gastaron 250 millones de dólares en mejorar vecindarios, construir viviendas limpias y seguras para personas de ingresos bajos y moderados, generar empleos y estimular el crecimiento económico.

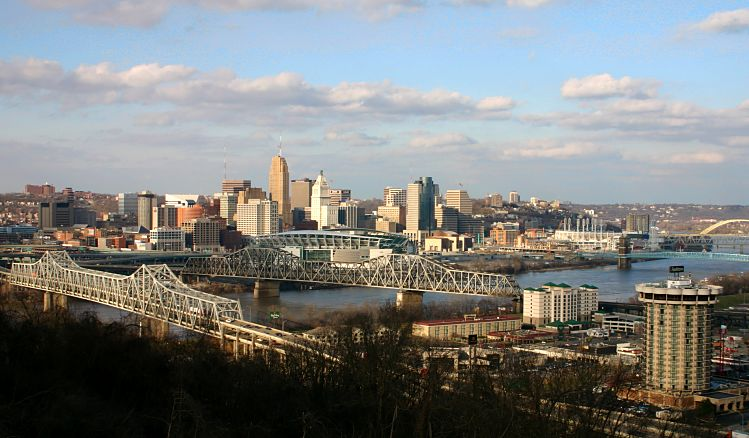
Skyline de Cincinnati, 2005. Esta vista es desde el suroeste, desde Devou Park en Covington.

La ciudad de Cincinnati y el condado de Hamilton desarrollaron Banks, un vecindario urbano a lo largo de la orilla del río de la ciudad que incluye restaurantes, clubes, oficinas y casas con vistas al horizonte. La inauguración tuvo lugar el 2 de abril de 2008. Adyacente se encuentra Smale Riverfront Park, un "porche delantero" de Ohio.
En 2015 se completó una línea de tranvía de 3.6 millas que atraviesa el centro y Over the Rhine y se llamó Cincinnati Bell Connector.

### Comercio
American Financial Group, Cinergy, Kroger, Procter & Gamble, EW Scripps Company y Totes Isotoner se encuentran entre las corporaciones que tienen su sede regional o nacional en la ciudad.

### Deportes

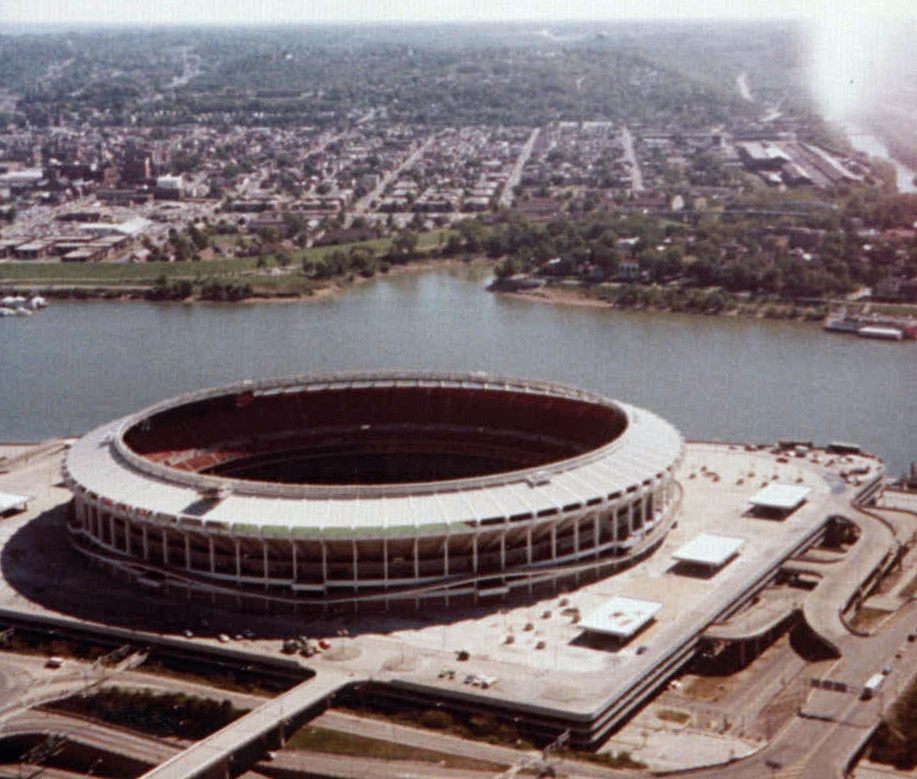
Riverfront Stadium

En 1935, el primer partido nocturno de béisbol de las ligas mayores se jugó en Crosley Field.
En 1970 y 1975, la ciudad completó Riverfront Stadium y Riverfront Coliseum, respectivamente, cuando el equipo de béisbol Cincinnati Reds emergió como uno de los equipos dominantes de la década. De hecho, la Big Red Machine de 1975 y 1976 es considerada por muchos como uno de los mejores equipos de béisbol de la historia. Tres jugadores (Johnny Bench, Tony Pérez y Joe Morgan) y el manager Sparky Anderson fueron elegidos para el Salón de la Fama del Béisbol, mientras que un cuarto, Pete Rose, aún ostenta el título por la mayor cantidad de hits (4256), sencillos (3215), partidos jugados (3562), partidos jugados en los que ganó su equipo (1971), turnos al bate (14 053) y outs (10 328) en la historia del béisbol.
El equipo de fútbol americano Cincinnati Bengals de la NFL fue fundado en 1968 por el entrenador Paul Brown. Llegó a los Super Bowls de 1981 y 1988 y 2022.
FC Cincinnati, el equipo de fútbol profesional de Cincinnati, fue fundado en 2015 como miembro de la United Soccer League, ahora conocida como USL Championship, y jugó su primera temporada en 2016. Durante estas tres temporadas en una liga de división II, recibió reconocimiento internacional por sus números de asistencia récord constantes y su carrera histórica en la Lamar Hunt U.S. Open Cup de 2017. El grupo propietario del equipo recibió una franquicia de la Major League Soccer que comenzó a jugar con el nombre de Football Club Cincinnati en 2019; en consecuencia, el equipo de la USL cesó sus operaciones después de la temporada 2018.

### Boy Scouts
"Los Hijos de Daniel Boone", precursor de los Boy Scouts de América, comenzó en Cincinnati en 1905. Debido a la rica herencia alemana de la ciudad, la era anterior a la prohibición permitió que Cincinnati se convirtiera en un precursor nacional en la industria cervecera.

### Medios de comunicación
Durante la experimentación que se dio entre 1933 y 1939, la estación de radio AM de Cincinnati, la WLW, fue la primera en transmitir a 500 000 vatios. En 1943, se fundó King Records (y su subsidiaria, Queen Records), y pasó a grabar música antigua de artistas, que se volvieron muy exitosos e influyentes en música country, rhythm & blues y rock & roll. WCET-TV fue la primera estación de televisión pública con licencia, establecida en 1954. En Cincinnati se ubica, igualmente, la radio WEBN 102.7 FM, la estación de rock orientada a álbumes con más tiempo de existencia en los Estados Unidos, que emitió por primera vez en 1967. En 1976, la Bolsa de Valores de Cincinnati se convirtió en el primer mercado comercial totalmente electrónico del país.

### Relaciones raciales
Ha habido muchos incidentes de violencia basada en la raza antes y después de la Guerra de Secesión, siendo el más notable y reciente los disturbios de Cincinnati de 2001.

### Desastres
Cincinnati ha experimentado múltiples inundaciones en su historia. La más grande fue la inundación del río Ohio de 1937, donde el hidrograma midió una profundidad del río de 80 pies, 55 pies por encima de los niveles normales.
El 3 de diciembre de 1979, 11 personas murieron en una aglomeración de personas en la entrada del Riverfront Coliseum para un concierto de rock de la banda británica The Who.
Al estar en el Medio Oeste, Cincinnati también ha experimentado varios tornados violentos. De los tornados Super Outbreak de 1974, un F5 cruzó el río Ohio desde el norte de Kentucky hasta Sayler Park, la parte más occidental de la ciudad a lo largo del río Ohio. Luego, el tornado continuó hacia el norte hacia los suburbios de Mack, Bridgetown y Dent antes de debilitarse. La tormenta principal pasó a producir otro F4 violeta que aterrizó en Elmwood Place y Arlington Heights antes de abandonar los límites de la ciudad y dirigirse hacia Mason, Ohio. Tres personas perdieron la vida, mientras que otras 100 resultaron heridas en ambos tornados. En las primeras horas de la mañana del 9 de abril de 1999, otro tornado violento rozó el Metro de Cincinnati, en el suburbio de Blue Ash. Fue clasificado como F4 matando a 4 residentes.